# Jawornik Wielki (Bieszczady)
Jawornik Wielki (ukr. Явірник Великий, Jawirnyk Wełykyj) – szczyt górski w Bieszczadach Wschodnich zlokalizowany na granicy ukraińskich obwodów lwowskiego i zakarpackiego.

## Topografia
Znajduje się środkowej części grzbietu wododziałowego Bieszczadów Wschodnich. Wznosi się na wysokość 1120 m n.p.m. przy wybitności wynoszącej 148 m. Od wschodu poprzedza go Beskid Wierch (965 m n.p.m., odległość 4 km), od zachodu Garbek (1061 m n.p.m., odległość 1,2 km) a dalej Przełęcz Beskid. Północne zbocza góry stanowią obszar źródliskowy Stryja (po stronie zachodniej) i Oporu (po stronie wschodniej). Stoki południowe odwadniane są przez potoki uchodzące do Wyczy.
Z wierzchołka rozpościera się widok na Bieszczady: Zachodnie (na północnym zachodzie; Wielka Rawka, Tarnica, Krzemień) i  Wschodnie (od zachodu po wschód; Pikuj, Wielki Wierch, Berdo, Paraszka, Wysoki Wierch, Czarna Repa) oraz Gorgany (od wschodu po południowy wschód; Gorgan Ilemski, Jajko Ilemskie, Mołoda, Grofa, Parenki, Popadia) i Połoninę Czerwoną (na południowym wschodzie; Syhłański, Topas, Menczuł). Od południa i południowego wschodu panoramę domykają pasma Połoniny Borżawskiej (Kuk, Magura Żydowska, Hymba, Wielki Wierch, Stoj, Temnatyk) oraz Połoniny Równej (Równa, Hostra Hora).

## Turystyka
Współcześnie przez szczyt nie prowadzi żaden znakowany szlak turystyczny. W latach 30. XX wieku Jawornik Wielki stanowił węzeł znakowanych szlaków pieszych. Od wschodu wiódł na niego czerwony szlak wschodniobeskidzki (fragment Głównego Szlaku Karpackiego PTT), który na wierzchołku odbijał na północ, w kierunku Ławocznego i Trościana. Grzbietem wododziałowym prowadził natomiast dalej znakowany na niebiesko szlak wariantowy przez Jawornik Mały i Gniłą. Oba szlaki łączyły się ponownie na Czarnej Repie.